# Bisse Andersson
Britt Margareta "Bisse" Andersson, senare Bisse Margareta Warmboe, född 17 augusti 1928 i Göteborgs Gamlestads församling, död 4 maj 2013 i Sollentuna, var en svensk dansare med filmroller mellan 1950 och 1955.
Bisse Andersson gifte sig 1953 med kapellmästaren Thorleif Warmboe (1921–1980). I början på sextiotalet bytte hon karriär till fastighetsmäklare.

## Filmografi (urval)
- 1950 – Södrans revy
- 1951 – Tull-Bom
- 1951 – Spöke på semester
- 1955 – Stampen

## Teater

### Roller
| År   | Roll        | Produktion                                                                                    | Regi           | Teater                  |
| ---- | ----------- | --------------------------------------------------------------------------------------------- | -------------- | ----------------------- |
| 1949 | Medverkande | Färg över stan, revy Charles Henry, Karl-Ewert och Werner Ohlson                              | Werner Ohlson  | Odéonteatern, Stockholm |
| 1952 | Medverkande | Klart för start Karl-Ewert                                                                    | Werner Ohlson  | Odéonteatern, Stockholm |
| 1953 | Medverkande | Glädjen i topp, revy Charles Henry, Allan Forss, Tryggve Arnesson, Karl-Ewert, Herr Dardanell | Werner Ohlson  | Odéonteatern, Stockholm |
| 1954 | Medverkande | Sista skriket 54, revy Stig Bergendorff och Gösta Bernhard                                    | Gösta Bernhard | Casinoteatern           |